# Rock in a Hard Place (festival)
Il Rock in a Hard Place chiamato anche Certaldo Fest o il Festival di Certaldo, fu il primo festival heavy metal organizzato in Italia, a Certaldo in provincia di Firenze il 21 maggio 1983 da Enrico Dell'Omo, già organizzatore dal 1977 del programma radio heavy metal "Shooting Sparks" dell'emittente toscana Controradio Firenze.
Si svolse alla Tenda di Certaldo, della capacità di 2000 posti, con gruppi che diventeranno molto importanti per la scena heavy metal italiana, come Death SS, Strana Officina e gli headliner Vanexa, che per l'occasione presentarono il loro primo album omonimo. Era prevista anche la presenza dei Sabotage, che non riuscirono però a presenziare.
Il Festival avrebbe in realtà dovuto svolgersi al Teatro Tenda di Firenze, ma fu dirottato all'ultimo in struttura analoga a Certaldo per problemi sopraggiunti riguardo la struttura fiorentina che ne impedirono lo svolgimento lì.

## Edizione 21 maggio 1983 - Tenda di Certaldo - Certaldo (FI)
| Vanexa Death SS Strana Officina Raff Steel Crown Revenge Rollerball Shining Blade White Lion Monolith |